# Svéd festők és grafikusok listája
Ez a lista a svéd festészet és grafika legismertebb képviselőit tartalmazza betűrendes névsorban.
- Adlersparre, Sophie (1808–1862) festő
- Aguéli, Ivan (1869–1917) festő
- Albertus Pictor (1440 k. – 1507 k.) festő
- Alfvén, Hugo (1872–1960) festő, zeneszerző
- Almqvist, Bertil (1902–1972) grafikus
- Arnold, Hans (1925) grafikus
- Arosenius, Ivar (1878–1909) festő, grafikus
- Bauer, John (1882–1918) festő, grafikus
- Berg, Björn (1923) festő, grafikus
- Bergh, Richard (1858–1919) festő
- Beskow, Elsa (1874–1953) gyermekkönyvíró, festő, grafikus
- Blommér, Nils (1816–1853) festő
- Borg, Carl Oscar (1879–1947) festő
- Brate, Fanny (1861–1940) festő
- Brusewitz, Gunnar (1924–2004) grafikus, könyvkiadó
- Cederström, Gustaf (1845–1933) festő
- Dahl, Michael (1659 k. – 1743) festő
- Dardel, Niels von (1888–1943) festő
- Desmarées, George (1697–1776) festő
- Edelmann, Yrjö (1942) festő, grafikus
- Ehrenstrahl, David Klöcker (1628–1698) festő
- Ehrenstrahl, Anna Maria (1666–1729) festő
- Ekwall, Knut (1843–1912) festő
- Fagerlin, Ferdinand Julius (1825–1907) festő
- Franzén, John Erik (1942) képzőművész, festő
- Grünewald, Isaac (1889–1946) festő
- Hellqvist, Carl Gustaf (1851–1890) festő
- Hill, Carl Fredrik (1849–1911) festő, grafikus
- Hjertén, Sigrid (1885–1948) festő
- Högfeldt, Robert (1894–1984) festő, grafikus, karikaturista
- Hörberg, Per (1746–1816) festő, rézmetsző
- Jenő herceg (1865–1947) festő, műgyűjtő
- Jernberg, August (1826–1896) festő
- Josephson, Ernst (1851–1906) festő
- Klint, Hilma af (1862–1944) képzőművész, festő
- Kronberg, Julius (1850–1921) festő
- Larsson, Carl (1853–1919) festő, lakberendező
- Lidströmer, Louise (1948) festő, szobrász
- Liljefors, Bruno (1860–1939) festő, képregényrajzoló
- Lindberg, Stig (1916–1982) iparművész, festő, illusztrátor
- Lindegren, Amalia (1814–1891) festő
- Linér, Per (1853–1939) festő
- Ljungberg, Sven (1913) festő, mozaikművész
- Löwenhielm, Carl Gustaf (1790–1858) diplomata, festő
- Lundberg, Gustaf (1695–1786) festő
- Lundgren, Egron (1815–1875) festő
- Malmström, Johan August (1829–1901) festő
- Martin, Elias (1739-1818) festő
- Masreliez, Louis (1748–1810) festő, belsőépítész
- Meytens, Martin van (1695–1770) festő
- Nemes Endre (1909–1985) festő, grafikus
- Nerman, Einar (1888–1983) grafikus
- Nevala, Johannes (1966) festő
- Nordgren, Anna (1847–1916) festő
- Nystroem, Gösta (1890–1966) zeneszerző, festő
- Nyström, Jenny (1854–1946) festő, grafikus
- Olson, Erik (1901–1986) festő
- Palm, Gustaf Wilhelm (1810–1890) festő
- Pasch, Lorenz, id. (1702–1766) festő
- Pasch, Lorenz, ifj. (1733–1805) festő
- Pasch, Ulrika (1735–1796) festő
- Pilo, Carl Gustaf (1711–1793) festő
- Pirinen, Joakim (1961) grafikus, képregényrajzoló
- Rohl, Maria Christina (1801–1875) festő
- Rosen, Georg von (1843–1923) festő
- Roslin, Alexander (1718–1793) festő
- Sandberg, Johan Gustaf (1782-1854) festő
- Sandzén, Birger (1871–1954) festő
- Schantz, Philip von (1928–1998) festő, grafikus
- Sjögren, Ann Mari (1918) festő, illusztrátor
- Sjöö, Monica (1938–2005) festő, író
- Sparre, Louis (1863–1964) festő, iparművész
- Strindberg, August (1849–1912), festő
- Törnå, Oscar (1842-1894), festő
- Wahlbom, Carl (1810–1858) festő
- Wåhlin, Kristian (1971) zenész, grafikus
- Weiss, Peter (1916–1982) író, rendező, festő
- Wennerberg, Brynolf (1866–1950) grafikus, festő
- Wilhelmson, Carl (1866–1928) festő
- Winge, Mårten Eskil (1825–1896) festő
- Zorn, Anders (1860–1920) festő, printmaker